# 阿道弗·阿尔西纳县

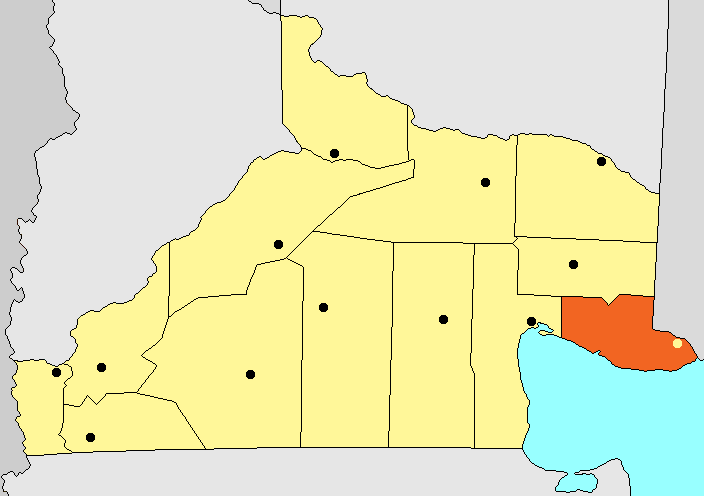
該縣在內格羅河省的位置

阿道弗·阿尔西纳县（西班牙語：Departamento Adolfo Alsina）是阿根廷的縣份，位於該國中部內格羅河省，首府設於別德馬，面積8,813平方公里，2010年人口57,678，人口密度每平方公里6.5人。